# 2007年の相撲
< 2007年 | 2007年のスポーツ
2007年の相撲（2007ねんのすもう）では、2007年（平成19年）の相撲について述べる。

## できごと
- 5月 - ニコラ・サルコジ政権により、フランス共和国大統領杯（通称ジャック・シラク杯）が廃止された。
- 5月7日 - 大相撲の大関栃東大裕が引退を発表。
- 5月30日 - 大相撲の大関白鵬翔が第69代横綱に昇進。
- 6月1日 - 大相撲の新横綱白鵬翔が明治神宮で奉納土俵入り。
- 7月25日 - 大相撲の琴光喜啓司が大関に昇進。
- 8月1日 - 日本相撲協会が理事会を開き、負傷のために夏巡業を休場したにもかかわらずモンゴルでのイベントでサッカーに興じていた朝青龍明徳に対し、同年九月場所・十一月場所への出場停止、また、十一月場所千秋楽までの謹慎、および30％の減俸（4ヶ月間）の処分を下したことを発表した。横綱に対しての出場停止処分は明治以後の近代大相撲のみならず、横綱免許制度が出来てからも史上初となる。
- 9月 - 朝青龍問題を機に日本相撲協会がメディア関係者に対して一定のルールを設ける。特に問題視された杉山邦博は相撲取材証を一時的に没収された。
- 10月5日 - 日本相撲協会が理事会を開き、6月に発生した時津風部屋力士暴行死事件に関し、時津風親方を解雇、北の湖理事長は減給50％4ヶ月、他理事、監事、役員待遇14名に対し30％3ヶ月の減俸処分。
- 10月8日 - 5日に解雇処分となった前時津風親方の後任に時津海正博が決まり日本相撲協会に引退届と年寄名跡襲名届と提出、受理。

## 大相撲

### 本場所

#### 一月場所（初場所）
両国国技館（東京都）を会場に、初日の2007年（平成19年）1月7日（日）から千秋楽の1月21日（日）までの15日間開催された。番付発表は2006年（平成18年）12月21日（木）
| タイトル     | タイトル     | 人物（所属部屋 出身地） - 成績                                                   |
| ------------ | ------------ | -------------------------------------------------------------------------------- |
| 幕内最高優勝 | 幕内最高優勝 | 朝青龍明徳（高砂部屋 モンゴル・ウランバートル出身） - 14勝1敗（4場所連続20回目） |
| 三賞         | 殊勲賞       | 該当者なし                                                                       |
| 三賞         | 敢闘賞       | 豊ノ島大樹（時津風部屋 高知県宿毛市出身） - 12勝3敗（初受賞）                    |
| 三賞         | 技能賞       | 豊ノ島大樹（時津風部屋 高知県宿毛市出身） - 12勝3敗（初受賞）                    |
| 十両優勝     | 十両優勝     | 豊響隆太（境川部屋 山口県下関市出身） - 10勝5敗 ※優勝決定戦勝利                  |
| 幕下優勝     | 幕下優勝     | 境澤賢一（尾上部屋 埼玉県さいたま市南区出身） - 7戦全勝                          |
| 三段目優勝   | 三段目優勝   | 加賀谷祐一（春日野部屋 青森県北津軽郡鶴田町出身） - 7戦全勝 ※優勝決定戦勝利      |
| 序二段優勝   | 序二段優勝   | 大瀬海義嗣（阿武松部屋 宮崎県延岡市出身） - 7戦全勝 ※優勝決定戦勝利              |
| 序ノ口優勝   | 序ノ口優勝   | 久之海太陽（田子ノ浦部屋 トンガ・トンガタプ出身） - 6勝1敗 ※優勝決定戦勝利       |

#### 三月場所（春場所、大阪場所）
大阪府立体育会館（大阪市）を会場に、初日の3月11日（日）から千秋楽の3月25日（日）までの15日間開催された。番付発表は2007年（平成19年）2月26日（月）
| タイトル     | タイトル     | 人物（所属部屋 出身地） - 成績                                                                |
| ------------ | ------------ | --------------------------------------------------------------------------------------------- |
| 幕内最高優勝 | 幕内最高優勝 | 白鵬翔（宮城野部屋 モンゴル・ウランバートル出身） - 13勝2敗（5場所ぶり2回目） ※優勝決定戦勝利 |
| 三賞         | 殊勲賞       | 該当者なし                                                                                    |
| 三賞         | 敢闘賞       | 栃煌山雄一郎（春日野部屋 高知県安芸市出身） - 11勝4敗（初受賞）                               |
| 三賞         | 技能賞       | 豊真将紀行（錣山部屋 山口県下関市出身） - 11勝4敗（2場所ぶり2回目）                           |
| 十両優勝     | 十両優勝     | 里山浩作（尾上部屋 鹿児島県奄美市出身） - 12勝3敗                                             |
| 幕下優勝     | 幕下優勝     | 保志光信一（八角部屋 モンゴル・ウランバートル出身） - 7戦全勝                                 |
| 三段目優勝   | 三段目優勝   | 箕應山朋恭（尾車部屋 大阪府箕面市出身） - 7戦全勝 ※優勝決定戦勝利                             |
| 序二段優勝   | 序二段優勝   | 栃飛龍幸也（春日野部屋 静岡県三島市出身） - 7戦全勝 ※優勝決定戦勝利                           |
| 序ノ口優勝   | 序ノ口優勝   | 阿覧欧虎（三保ヶ関部屋 ロシア・ウラジカフカス出身） - 7戦全勝                                 |

#### 五月場所（夏場所）
両国国技館（東京都）を会場に、初日の5月13日（日）から千秋楽の5月27日（日）までの15日間開催された。番付発表は2007年（平成19年）4月25日（水）
| タイトル     | タイトル     | 人物（所属部屋 出身地） - 成績                                                   |
| ------------ | ------------ | -------------------------------------------------------------------------------- |
| 幕内最高優勝 | 幕内最高優勝 | 白鵬翔（宮城野部屋 モンゴル・ウランバートル出身）（2場所連続3回目） - 15戦全勝   |
| 三賞         | 殊勲賞       | 安美錦竜児（安治川部屋 青森県西津軽郡深浦町出身） - 9勝6敗（初受賞）             |
| 三賞         | 敢闘賞       | 出島武春（武蔵川部屋 石川県金沢市出身） - 12勝3敗（47場所ぶり4回目）             |
| 三賞         | 技能賞       | 朝赤龍太郎（高砂部屋 モンゴル・ウランバートル出身） - 12勝3敗（19場所ぶり2回目） |
| 十両優勝     | 十両優勝     | 把瑠都凱斗（尾上部屋 エストニア・ラクヴェレ出身） - 14勝1敗                      |
| 幕下優勝     | 幕下優勝     | 若麒麟真一（尾車部屋 兵庫県川西市出身） - 7戦全勝                                |
| 三段目優勝   | 三段目優勝   | 蒼国来栄吉（荒汐部屋 中国・内モンゴル自治区出身） - 7戦全勝 ※優勝決定戦勝利      |
| 序二段優勝   | 序二段優勝   | 山本山龍太（尾上部屋 埼玉県さいたま市西区出身） - 7戦全勝 ※優勝決定戦勝利        |
| 序ノ口優勝   | 序ノ口優勝   | 寺下隆浩（阿武松部屋 石川県鳳珠郡能登町出身） - 7戦全勝                          |

#### 七月場所（名古屋場所）
愛知県体育館（名古屋市）を会場に、初日の7月8日（日）から千秋楽の7月22日（日）までの15日間開催された。番付発表は2007年（平成19年）6月25日（月）
| タイトル     | タイトル     | 人物（所属部屋 出身地） - 成績                                                   |
| ------------ | ------------ | -------------------------------------------------------------------------------- |
| 幕内最高優勝 | 幕内最高優勝 | 朝青龍明徳（高砂部屋 モンゴル・ウランバートル出身） - 14勝1敗（3場所ぶり21回目） |
| 三賞         | 殊勲賞       | 琴光喜啓司（佐渡ヶ嶽部屋 愛知県岡崎市出身） - 13勝2敗（21場所ぶり4回目）         |
| 三賞         | 敢闘賞       | 豊響隆太（境川部屋 山口県下関市出身） - 11勝4敗（初受賞）                        |
| 三賞         | 技能賞       | 琴光喜啓司（佐渡ヶ嶽部屋 愛知県岡崎市出身） - 13勝2敗（13場所ぶり7回目）         |
| 十両優勝     | 十両優勝     | 岩木山竜太（境川部屋 青森県弘前市出身） - 13勝2敗 ※優勝決定戦勝利                |
| 幕下優勝     | 幕下優勝     | 磯部洋之（入間川部屋 静岡県三島市出身） - 7戦全勝                                |
| 三段目優勝   | 三段目優勝   | 南貴由輝（尾上部屋 熊本県玉名市出身） - 7戦全勝 ※優勝決定戦勝利                  |
| 序二段優勝   | 序二段優勝   | 土佐豊祐哉（時津風部屋 高知県土佐市出身） - 7戦全勝                              |
| 序ノ口優勝   | 序ノ口優勝   | 暁司健二（入間川部屋 愛知県名古屋市出身） - 7戦全勝                              |

#### 九月場所（秋場所）
両国国技館（東京都）を会場に、初日の9月9日（日）から千秋楽の9月23日（日）までの15日間開催された。番付発表は2007年（平成19年）8月27日（月）
| タイトル     | タイトル     | 人物（所属部屋 出身地） - 成績 |
| ------------ | ------------ | --- |
| 幕内最高優勝 | 幕内最高優勝 | 白鵬翔（宮城野部屋 モンゴル・ウランバートル出身） - 13勝2敗（2場所ぶり4回目）                                                            |
| 三賞         | 殊勲賞       | 安馬公平（安治川部屋 モンゴル・ゴビアルタイ出身） - 10勝5敗（初受賞） 豊ノ島大樹（時津風部屋 高知県宿毛市出身） - 8勝7敗（初受賞）       |
| 三賞         | 敢闘賞       | 旭天鵬勝（大島部屋 モンゴル・ナライハ出身） - 12勝3敗（24場所ぶり5回目） 豪栄道豪太郎（境川部屋 大阪府寝屋川市出身） - 11勝4敗（初受賞） |
| 三賞         | 技能賞       | 該当者なし |
| 十両優勝     | 十両優勝     | 把瑠都凱斗（尾上部屋 エストニア・ラクヴェレ出身） - 13勝2敗                                                                              |
| 幕下優勝     | 幕下優勝     | 玉鷲一朗（片男波部屋 モンゴル・ウランバートル出身） - 7戦全勝                                                                            |
| 三段目優勝   | 三段目優勝   | 土佐豊祐哉（時津風部屋 高知県土佐市出身） - 7戦全勝                                                                                      |
| 序二段優勝   | 序二段優勝   | 保志桜有太（八角部屋 モンゴル・ウランバートル出身） - 7戦全勝 ※優勝決定戦勝利                                                            |
| 序ノ口優勝   | 序ノ口優勝   | 金龍山鐘根（松ヶ根部屋 韓国・ソウル出身） - 7戦全勝                                                                                      |

#### 十一月場所（九州場所）
福岡国際センター（福岡市）を会場に、初日の11月11日（日）から千秋楽の11月25日（日）までの15日間開催された。番付発表は2007年（平成19年）10月29日（月）
| タイトル     | タイトル     | 人物（所属部屋 出身地） - 成績                                                  |
| ------------ | ------------ | ------------------------------------------------------------------------------- |
| 幕内最高優勝 | 幕内最高優勝 | 白鵬翔（宮城野部屋 モンゴル・ウランバートル出身） - 12勝3敗（2場所連続5回目）   |
| 三賞         | 殊勲賞       | 安馬公平（安治川部屋 モンゴル・ゴビアルタイ出身） - 10勝5敗（2場所連続2回目）   |
| 三賞         | 敢闘賞       | 把瑠都凱斗（尾上部屋 エストニア・ラクヴェレ県出身） - 11勝4敗（9場所ぶり2回目） |
| 三賞         | 技能賞       | 琴奨菊和弘（佐渡ヶ嶽部屋 福岡県柳川市出身） - 9勝6敗（6場所ぶり2回目）          |
| 十両優勝     | 十両優勝     | 境澤賢一（尾上部屋 埼玉県さいたま市南区出身） - 13勝2敗 優勝決定戦              |
| 幕下優勝     | 幕下優勝     | 土佐豊祐哉（時津風部屋 高知県土佐市出身） - 7戦全勝                             |
| 三段目優勝   | 三段目優勝   | 佐田の海要（境川部屋 熊本県熊本市出身） - 7戦全勝                               |
| 序二段優勝   | 序二段優勝   | 旭秀鵬佑司（大島部屋 モンゴル・ウランバートル出身） - 7戦全勝 ※優勝決定戦勝利   |
| 序ノ口優勝   | 序ノ口優勝   | 藤嵐佑介（伊勢ノ海部屋 大阪府堺市出身） - 7戦全勝                               |

### 新弟子検査合格者
四股名が太字の者は現役力士。最高位は引退力士のみ記載。
| 場所     | 主な合格者                         | 四股名       | 最高位     | 最終場所       | 備考             |
| -------- | ---------------------------------- | ------------ | ---------- | -------------- | ---------------- |
| 1月場所  | ガバライエフ・アラン               | 阿覧欧虎     | 関脇       | 2013年9月場所  |                  |
| 1月場所  | 李大源                             | 栃乃若導大   | 前頭筆頭   | 2014年11月場所 |                  |
| 1月場所  | 南貴由輝                           | 天鎧鵬貴由輝 | 前頭8枚目  | 2019年3月場所  |                  |
| 1月場所  | 山本龍一                           | 山本山龍太   | 前頭9枚目  | 2011年1月場所  |                  |
| 1月場所  | 市原孝行                           | 市原孝行     | 前頭13枚目 | 2011年1月場所  | 幕下10枚目格付出 |
| 3月場所  | 川成健人                           | 天風健人     | （現役）   | （現役）       |                  |
| 3月場所  | 森下祐哉                           | 土佐豊祐哉   | 前頭筆頭   | 2016年1月場所  |                  |
| 3月場所  | 柏谷充隆                           | 琴恵光充憲   | 前頭4枚目  | 2024年5月場所  |                  |
| 3月場所  | 白塚元久                           | 德真鵬元久   | 十両6枚目  | 2020年3月場所  |                  |
| 3月場所  | 寺下隆浩                           | 丹蔵隆浩     | 十両6枚目  | 2014年5月場所  |                  |
| 3月場所  | 酒井泰伸                           | 朝弁慶大吉   | 十両7枚目  | 2024年7月場所  |                  |
| 3月場所  | 森友樹                             | 大翔湖友樹   | 十両10枚目 | 2011年9月場所  | 幕下15枚目格付出 |
| 3月場所  | 渡邉慶喜                           | 千代嵐慶喜   | 十両10枚目 | 2024年1月場所  |                  |
| 3月場所  | 松本豊                             | 彩尊光       | 十両11枚目 | 2022年5月場所  |                  |
| 5月場所  | 木下一樹                           | 千代丸一樹   | （現役）   | （現役）       |                  |
| 5月場所  | トゥムルバートル・エルデネバートル | 旭秀鵬滉規   | 前頭4枚目  | 2022年1月場所  |                  |
| 7月場所  |                                    |              |            |                |                  |
| 9月場所  |                                    |              |            |                |                  |
| 11月場所 | 緒方政和                           | 肥後ノ城政和 | 十両9枚目  | 2021年11月場所 |                  |

### 引退
| 場所     | 人数     | 主な引退力士   | 最高位     | 初土俵                            | 備考                   |
| -------- | -------- | -------------- | ---------- | --------------------------------- | ---------------------- |
| 1月場所  | 19人     | 泉州山喜裕     | 十両筆頭   | 1992年5月場所                     |                        |
| 3月場所  | 14人     |                |            |                                   |                        |
| 5月場所  | 21人     | 栃東大裕       | 大関       | 1994年11月場所                    | 年寄「栃東」襲名       |
| 5月場所  | 21人     | 皇牙篤         | 十両6枚目  | 1993年3月場所                     |                        |
| 5月場所  | 21人     | 鶴ノ富士智万   | 十両9枚目  | 1988年3月場所                     | 引退時の四股名は福薗。 |
| 5月場所  | 21人     | 舞風昌宏       | 十両10枚目 | 1992年3月場所                     |                        |
| 7月場所  | 11人     | 須磨ノ富士茂雄 | 十両9枚目  | 1993年3月場所                     |                        |
| 7月場所  | 11人     | 高見藤英希     | 十両13枚目 | 2004年3月場所（幕下15枚目格付出） |                        |
| 9月場所  | 19人     | 隆乃若勇紀     | 関脇       | 1992年3月場所                     |                        |
| 9月場所  | 19人     | 若兎馬裕三     | 前頭11枚目 | 1993年3月場所                     | 年寄「押尾川」襲名     |
| 9月場所  | [ 注 7 ] | 時津海正博     | 前頭3枚目  | 1996年3月場所（幕下最下位格付出） | 年寄「時津風」襲名     |
| 11月場所 | 17人     | 武雄山喬義     | 前頭筆頭   | 1997年3月場所（幕下最下位格付出） | 年寄「大鳴戸」襲名     |
| 11月場所 | 17人     | 出羽乃富士智章 | 十両9枚目  | 1992年3月場所                     |                        |

#### 引退相撲興行
- 6月2日 - 旭鷲山引退断髪式大相撲（両国国技館）[27]

### その他の出来事
横綱昇進
- 5月28日 - 横綱審議委員会が3月場所と5月場所で2場所連続優勝した大関白鵬翔を横綱に推薦する事を満場一致で決定。
- 5月30日 - 日本相撲協会が番付編成会議と理事会を開き、大関白鵬翔の第69代横綱昇進を決定。

大関昇進
- 9月26日 - 日本相撲協会が番付編成会議と理事会を開き、関脇琴光喜啓司の大関昇進を決定。

不祥事
- 4月28日 - 幕内力士の旭天鵬が、協会が現役力士による自動車運転を禁じているにもかかわらず自動車を運転して人身事故を起こした。協会では人身事故より自動車を運転したという行為自体を問題視し、5月7日の理事会で旭天鵬に1場所出場停止と減俸の処分を下すことを決定。師匠にも減俸処分が下った。
- 6月18日 - 武蔵川部屋付きの山分親方（元小結和歌乃山）が、部屋の力士を殴打して負傷させた。山分は9月26日に傷害容疑で書類送検。
- 6月26日 - 時津風部屋力士暴行死事件が発生。
- 7月25日 - 横綱朝青龍がモンゴルのチャリティーイベントに参加し、サッカーに興じた。このとき協会には負傷のため夏巡業を休場する届出が既に行われていたため仮病疑惑もかけられ、8月1日の理事会で2場所出場停止と減俸、謹慎の処分を下すことが決定。仮病疑惑は否定された。師匠にも減俸処分が下った。

## 死去
- 1月4日 - 堀口圭一（学生横綱、実業団横綱、アマチュア横綱、立教大学相撲部監督、同総監督、* 1944年【昭和19年】）[28]
- 2月10日 - 10代式守錦太夫（元・三役格行司、所属：二所ノ関部屋、* 1940年【昭和15年】）
- 4月16日 - 若浪順（最高位：小結、所属：立浪部屋、* 1941年【昭和16年】）[29]
- 6月3日 - 若前田英一朗（最高位：関脇、所属：高砂部屋、* 1930年【昭和5年】）[30]
- 8月14日 - 琴櫻傑將（第53代横綱、所属：佐渡ヶ嶽部屋、* 1940年【昭和15年】）[31]